# Вердел (Небраска)
Вердел (англ. Verdel) — селище (англ. village) в США, в окрузі Нокс штату Небраска. Населення — 38 осіб (2020).

## Географія
Вердел розташований за координатами 42°48′41″ пн. ш. 98°11′36″ зх. д. / 42.81139° пн. ш. 98.19333° зх. д. (42.811399, -98.193296).  За даними Бюро перепису населення США в 2010 році селище мало площу 0,45 км², уся площа — суходіл.

## Демографія
Згідно з переписом 2010 року, у селищі мешкало 30 осіб у 20 домогосподарствах у складі 7 родин. Густота населення становила 67 осіб/км².  Було 36 помешкань (81/км²).
Расовий склад населення:
| - 100,0 % — білих |

До двох чи більше рас належало 0,0 %. Частка іспаномовних становила 0,0 % від усіх жителів.
За віковим діапазоном населення розподілялося таким чином: 3,3 % — особи молодші 18 років, 73,4 % — особи у віці 18—64 років, 23,3 % — особи у віці 65 років та старші. Медіана віку мешканця становила 60,5 року. На 100 осіб жіночої статі у селищі припадало 172,7 чоловіків;  на 100 жінок у віці від 18 років та старших — 190,0 чоловіків також старших 18 років.
За межею бідності перебувало 16,0 % осіб, у тому числі 100,0 % дітей у віці до 18 років та 0,0 % осіб у віці 65 років та старших.
Цивільне працевлаштоване населення становило 16 осіб. Основні галузі зайнятості: транспорт — 25,0 %, освіта, охорона здоров'я та соціальна допомога — 18,8 %, мистецтво, розваги та відпочинок — 12,5 %, будівництво — 12,5 %.